# 乔治·埃尔西
乔治·埃尔西（英語：George Elsey，1918年2月5日—2015年12月30日），美国退伍海军后备役军官，曾在白宫工作，见证了总统罗斯福以及杜鲁门在白宫统帅全国参加二战直至获胜的全过程。

## 生平
埃尔西1918年2月5日出生在加利福尼亚州的帕洛阿尔托，1939年从普林斯顿大学毕业，然后考入哈佛大学读研究生，他在1941年获得历史学硕士学位。随后申请加入海军后备役。日本对美不宣而战激怒了美国民众，成千上万的年轻人积极参军报效国家，埃尔西也和他们一样，入伍服役。
1942年4月埃尔西随从他的长官一起到白宫工作，被分配到最机密的办公地点，由地图室改建的情报和通讯中心值班。埃尔西在情报和通讯中心的工作之一是及时更新部队的变动位置。二战期间，作为罗斯福的白宫工作人员，埃尔西随同罗斯福参与了各种国际会议，见过邱吉尔、斯大林、蒋介石等各国领袖。1945年8月6日他将美国在广岛成功投下原子弹的密电直接报告了杜鲁门。
二战结束后，埃尔西曾担任过杜鲁门总统特别顾问克拉克·克利福德（Clark Clifford）的助理。1949年以后埃尔西升任杜鲁门总统的行政助理（当时总统一共只有12名行政助理），他的职责包括撰写总统演讲稿、国情咨文等。从1958年开始，埃尔西到美国红十字会工作，先是担任副主席，后来担任主席，执掌红十字会近10年。此后，埃尔西还在马歇尔研究基金会、杜鲁门总统图书馆学会、国家档案馆顾问委员会等担任过职务。
埃尔西战时在白宫的经历以及他为两位行事风格完全不同的总统服务的体验，成为他个人生活中宝贵的财富，也最有历史价值。埃尔西在友人的劝说下，于2005年出版了一本回忆录《未曾规划的生涯》（An Unplanned Life），他在这本书中记录了在罗斯福、杜鲁门两任总统任期内的工作情况，展现了一位普通公民对最高决策层制定政策起到的影响，这本回忆录对二战史的研究也可以起到拾遗补缺的作用。
 本文全部或部分内容来自美国联邦政府所属的美国国务院国际信息局网站“雾谷飞鸿”。根据版权条款，其发布的内容属于公有领域。